# Periοchi Tyrnavou
Periοchi Tyrnavou este o arie protejată (arie de protecție specială avifaunistică — SPA) din Grecia întinsă pe o suprafață de 9.684,55 ha, integral pe uscat.

## Localizare
Centrul sitului Periοchi Tyrnavou este situat la coordonatele 39°42′52″N 22°18′34″E / 39.714478°N 22.309486°E.

## Înființare
Situl Periοchi Tyrnavou a fost declarat arie de protecție specială avifaunistică în ianuarie 2008 pentru a proteja 36 de specii de animale.

## Biodiversitate
Situată în ecoregiunea mediteraneană, aria protejată nu include niciun habitat protejat.
La baza desemnării sitului se află mai multe specii protejate de  păsări (36): uliu cu picioare scurte (Accipiter brevipes), ciocârlie-de-câmp (Alauda arvensis), pescăruș albastru (Alcedo atthis), lăstunul mare (Apus apus), stârc cenușiu (Ardea cinerea), buha (Bubo bubo), șorecarul comun (Buteo buteo), ciocârlie-cu-degete-scurte (Calandrella brachydactyla), fugaci mic (Calidris minuta), fugaci pitic (Calidris temminckii), caprimulg (Caprimulgus europaeus), șerpar (Circaetus gallicus), erete vânăt (Circus cyaneus), prepeliță (Coturnix coturnix), cristeiul de câmp (Crex crex), lăstun de casă (Delichon urbicum), ciocănitoare de grădină (Dendrocopos syriacus), egretă mică (Egretta garzetta), Emberiza caesia, șoim călător (Falco peregrinus), muscar-gulerat (Ficedula albicollis), lișiță (Fulica atra), becațină comună (Gallinago gallinago), rândunică (Hirundo rustica), sfrâncioc roșiatic (Lanius collurio), sfrânciocul cu frunte neagră (Lanius minor), sitar de mâl (Limosa limosa), ciocârlie de pădure (Lullula arborea), prigoare (Merops apiaster), codobatura galbenă (Motacilla flava), vrabie negricioasă (Passer hispaniolensis), viespar (Pernis apivorus), lăstun de mal (Riparia riparia), turturică (Streptopelia turtur), Tachymarptis melba, fluierar de mlaștină (Tringa glareola).
Pe lângă speciile protejate, pe teritoriul sitului au mai fost identificate 2 specii de păsări.